# 희생부활자
《희생부활자》는 2017년에 개봉한 대한민국의 영화이다.

## 캐스팅
- 김래원: 서진홍 역
- 김해숙: 최명숙 역
- 성동일: 손영태 역
- 전혜진: 이수현 역
- 장영남: 서희정 역
- 김민준: 리칭청 역
- 정기섭: 수사관 역
- 오대환: 고 형사 역
- 전광진: 김 형사 역
- 백봉기: 민욱 역
- 이준혁: 매형 역
- 김주원: 박요한 역
- 현봉식: 명현철 역
- 이지원: 명은지 역
- 곽인준: 국정원 국장 역
- 남문철: 경찰총장 역
- 류태수: 경찰청장 역
- 장명갑: 김보성 치안정감 역
- 양종영: 검찰계장 역
- 정규용: 강 목사 역